# Deus Abençoou
Deus Abençoou é o quarto álbum ao vivo e o quarto DVD da dupla sertaneja brasileira Rionegro & Solimões. Foi gravado em 23 de agosto de 2017 no Teatro Municipal de Franca, em São Paulo, e lançado em 23 de fevereiro de 2018 pela ONErpm. Teve como sucessos as canções "Vem Me Amar", "Arruma Essa Casa", "Vou Tomar Birita", "Eu Moro Num Sítio" e "Velha Fazenda".

## Sobre o álbum
O projeto se trata de um DVD intimista, onde os artista apresentaram 10 canções inéditas que foram divulgadas quinzenalmente em formato de vídeo clipes no canal oficial da dupla no YouTube. Apenas a primeira música teve o intervalo de 30 dias.
Este projeto digital teve parceira da ONErpm, selo que distribuiu as faixas também em formato de áudio nas plataformas digitais. Contou com a direção musical da dupla, em parceria com o maestro Rodrigo Costa (que também assina a parte de arranjos). A direção de vídeo ficou por conta de Maurinho Saldanha.
“Apesar de termos registrados apenas 10 músicas, elas demonstram bem o nosso atual momento. Arranjos modernos que vão de modões apaixonados a músicas animadas e dançantes que dialogam bem com todos os públicos, inclusive com a nova moçada que está começando agora a curtir sertanejo”, analisou Rionegro. “Com certeza a molecada também vai se identificar com Deus Abençoou. É um trabalho que não tem faixa etária”, completou Solimões.

## Faixas
| N.º            | Título                  | Compositor(es)                                                               | Duração |  |
| 1.             | "Arruma Essa Casa"      | Alexandre / Rodrigo Reys / Pedro Souto Maior / Lauana Prado / Willian Santos | 2:47    |  |
| 2.             | "Acaba Comigo"          | Sinara Souza / Alexandre / Rodrigo Reys / Willian Santos                     | 3:02    |  |
| 3.             | "Deus Abençoou"         | Chico Amado / Elias Muniz                                                    | 3:02    |  |
| 4.             | "Eu Moro Num Sítio"     | Rionegro                                                                     | 3:23    |  |
| 5.             | "Festa de Patrão"       | Rionegro                                                                     | 3:12    |  |
| 6.             | "Uma Vida Inteira"      | Rionegro / Rodrigo Reys / Willian Santos                                     | 2:52    |  |
| 7.             | "Velha Fazenda"         | Dermes / Rionegro                                                            | 2:54    |  |
| 8.             | "Vem Me Amar"           | Rionegro / Rodrigo Costa                                                     | 3:04    |  |
| 9.             | "Vidinha Mais ou Menos" | Ernani Ferreira / Rionegro                                                   | 2:42    |  |
| 10.            | "Vou Tomar Birita"      | Rodrigo Reys / Willian Santos                                                | 2:31    |  |
| Duração total: | Duração total:          | Duração total:                                                               | 32:38   |  |